# Роспуск состава
Роспуск состава — основной элемент цикла операций расформирования составов на сортировочной горке.

## Порядок роспуска
Подготовка состава к роспуску осуществляется в парке прибытия, где выполняются операции отпуска тормозов вагонов, разъединения тормозной магистрали в местах деления состава на отцепы. После надвига состава до вершины горки последовательно осуществляется расцепка автосцепных приборов вагонов в местах разделения отцепов. На скоростном уклоне сортировочной горки отцепы под действием силы тяжести набирают скорость и отрываются от расформировываемого состава. В соответствии с сортировочным листком осуществляется поэтапная подготовка маршрутов следования отцепов на сортировочные пути их назначения. Горочные тормозные позиции используются для интервального торможения в целях сохранения необходимых интервалов для разделения маршрутов скатывания отцепов на стрелках горочной горловины  и для прицельного торможения, обеспечивающего подход отцепов к вагонам, стоящим на сортировочном пути, со скоростью, не превышающей допускаемую.

## Скорость роспуска
Допускаемая скорость роспуска состава определяется конструкцией сортировочной горки, уровнем механизации и автоматизации процессов, характеристиками и сочетанием отцепов расформировываемого состава. Чем больше длина отцепа (до 6-7 вагонов) и его масса и чем ближе к вершине горки стрелка разделения маршрутов скатывания отцепов, тем более высокую скорость роспуска составов можно реализовать. В целях повышения перерабатывающей способности горки применяют режим переменной (или дифференцированной) скорости, регулируя скорость в процессе роспуска составов с учётом характеристик отцепов в составе и их сочетаний.